# Comparatore di prezzi
Un comparatore di prezzi è uno strumento che, attraverso la tecnologia del metamotore, permette di confrontare i prezzi o le tariffe applicati da aziende diverse per accedere a un determinato servizio e le relative disponibilità.
Questo tipologia di comparazione è disponibile su vari siti web, che permettono il confronto, gratuito e immediato, su un'unica pagina web. Di norma, l'utente viene re-indirizzato automaticamente sui siti delle agenzie, compagnie e aziende che vendono direttamente il servizio e dove poter effettuare il pagamento o la prenotazione. La tecnologia dei comparatori si è evoluta negli ultimi anni insieme alle esigenze di risparmio da parte del consumatore.

## Tipologie

### Assicurazioni
I comparatori di prezzi di assicurazioni permettono al consumatore, che ha compilato un questionario on line con i suoi dati, di confrontare i preventivi sulla polizza assicurativa realizzati dalle diverse compagnie assicurative e scegliere quella che risponde alle proprie esigenze e al prezzo più economico rispetto alle singole garanzie.

### Biglietti aerei, ferroviari e navali
I comparatori dei biglietti aerei permettono all'utente di verificare tutta l'offerta dei posti disponibili per una destinazione e confrontare le tariffe dello stesso volo applicato dalle varie compagnie aeree verso la destinazione scelta. Una volta scelto il volo, gli utenti sono re-indirizzati alla compagnia che dispone di quella specifica tariffa selezionata. 
Simili ai precedenti sono i comparatori di biglietti ferroviari o di traghetti, navi e aliscafi, che permettono di cercare i posti disponibili da e verso una destinazione e confrontare le tariffe applicate sulla stessa tratta dalle varie compagnie di trasporto.

### Hotel
I comparatori di prezzi per hotel permettono all'utente di confrontare in una sola pagina le tipologie di alloggio e le camere disponibili per una certa destinazione e visualizzare foto, descrizioni, commenti accanto alle tariffe corrispondenti. L'utente, una volta individuato l'hotel che risponde alle proprie esigenze seleziona la tariffa più economica per la stessa camera su una varietà di prezzi presenti su decine di siti di prenotazione on line.

### Elettricità e gas
I comparatori delle tariffe elettricità e gas naturale consentono di confrontare gratuitamente le tariffe luce e gas dei principali operatori energetici

### Servizi telefonici
I comparatori delle tariffe per telefonia fissa, telefonia mobile o servizio dati (ADSL o fibra ottica) permettono al consumatore, che ha compilato un questionario on line con i suoi dati, di confrontare gratuitamente le tariffe e di comprovare la disponibilità della copertura. 

### Beni di largo consumo
I comparatori di prezzi di beni di largo consumo permettono al consumatore di confrontare gratuitamente i prezzi di milioni di prodotti di ogni categoria merceologica.
Accanto ai comparatori generalisti, ve ne sono alcuni per specifiche categorie di beni, come ad esempio i vini.

## Storia
Il fenomeno dei comparatori prezzi ha origine negli Usa dove hanno il maggiore sviluppo a partire intorno al 2006, rispondendo alle logiche del mercato e alle esigenze dei consumatori sempre più attenti al risparmio e alla ricerca dei prezzi vantaggiosi e delle offerte last minute. I comparatori hanno poi una diffusione nel mercato europeo conquistando terreno negli ultimi anni e raggiungendo molti settori diversi: tecnologia, assicurazioni, informatica, medicina, viaggi, trasporti e hotel.